# Schutzpolizeigebäude „Kommando Hafen“

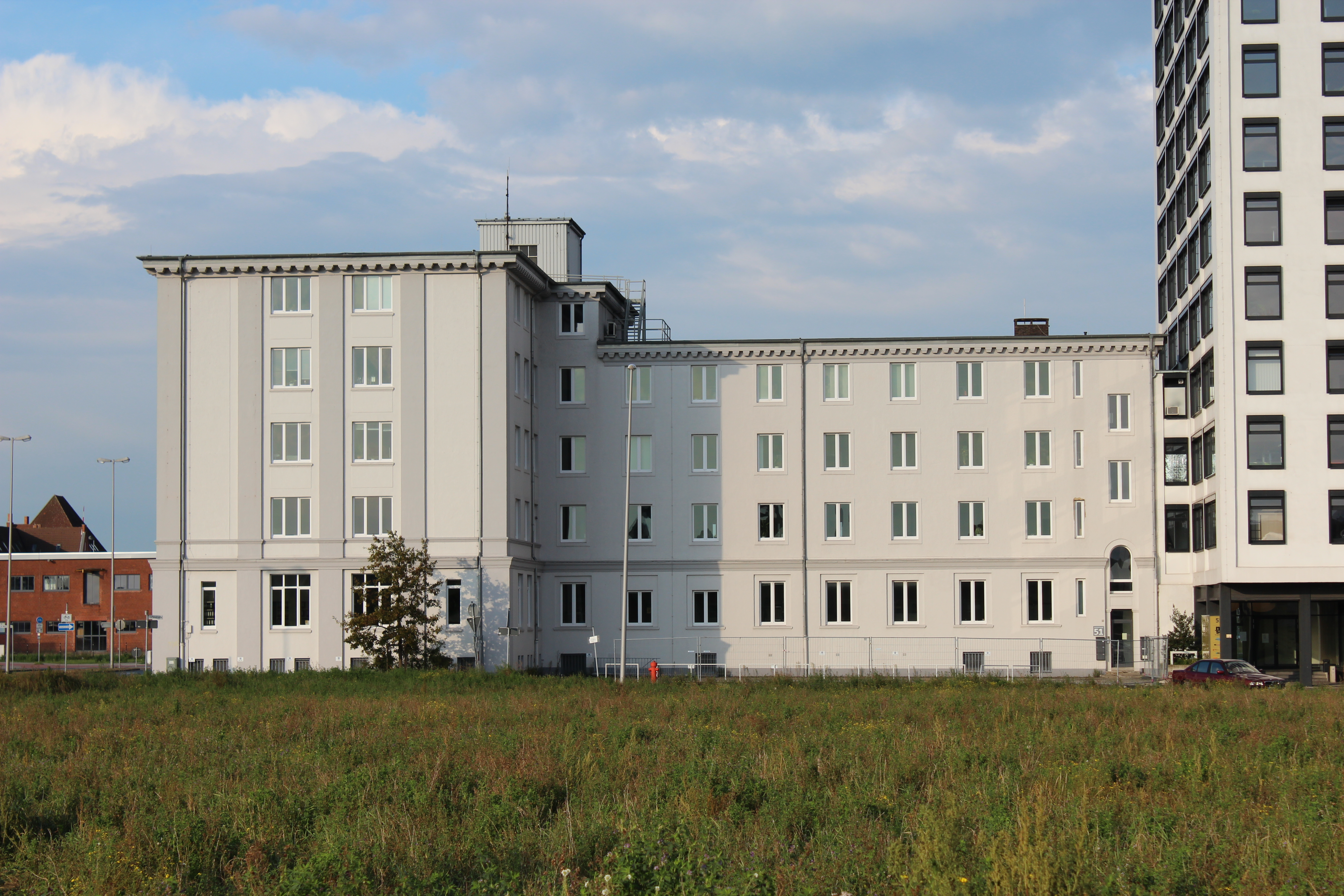
Ehemaliges Dienstgebäude der Schutzpolizei

Das ehemalige Schutzpolizeigebäude „Kommando Hafen“ in Bremen, Stadtteil Walle, Ortsteil Überseestadt, Hafenstraße 51/53 Ecke Überseetor 20, entstand 1925 nach Plänen von Oberbaurat Hans Ohnesorge, Baurat Karl August Oehring und Heinrich Müller während der Erweiterung  der Bremer Häfen. 
Dieses Dienstgebäude steht seit 2007 unter Bremer Denkmalschutz.

## Geschichte
Das repräsentative, fünfgeschossige,  neunachsige Bürogebäude von 1925 an der Ostseite des Hafenkopf II (heute zugeschütteter Überseehafen) nach Plänen von  Ohnesorge, Oehring und Müller vom Hochbauamt Bremen wurde im besonders schutzbedürftigen Hafenareal für die 1920 neugegründete Schutzpolizei Bremen gebaut.
Das symmetrische Gebäude über dem Sockelerdgeschoss, konservativ gestaltet mit  Pilastern und einem markanten  Traufgesims, hatte ursprünglich  ein Walmdach und einen Uhrenturmdachreiter. Nach Kriegsschäden wurde das Dach als Flachdach erneuert. Die  expressionistischen inneren Ausstattungsdetails (u. a. Treppenhaus) entsprechen zeitgemäßen modernen Formen.
Zeitgleich entstanden noch die Kaserne Stader Straße und die Kaserne am Zolltor Rotersand in Bremerhaven.
Das Landesamt für Denkmalpflege Bremen befand: „Bautypologisch und auch durch seine hervorgehobene Stellung am Hafenkopf steht das Polizeidienstgebäude in der Tradition des mit seinem markanten Uhrenturm wahrzeichenhaft markanten, im Krieg zerstörten älteren Hafenkopfgebäudes am 1888 eingeweihten Hafen I (Europahafen).“
Das heutige Bürogebäude wird u. a. durch das  Hansestadt Bremisches Hafenamt, die Lotsenbrüderschaft Weser I, den Bremer Schiffsmeldedienst und  eine Versicherung genutzt.